# Ледовый отблеск

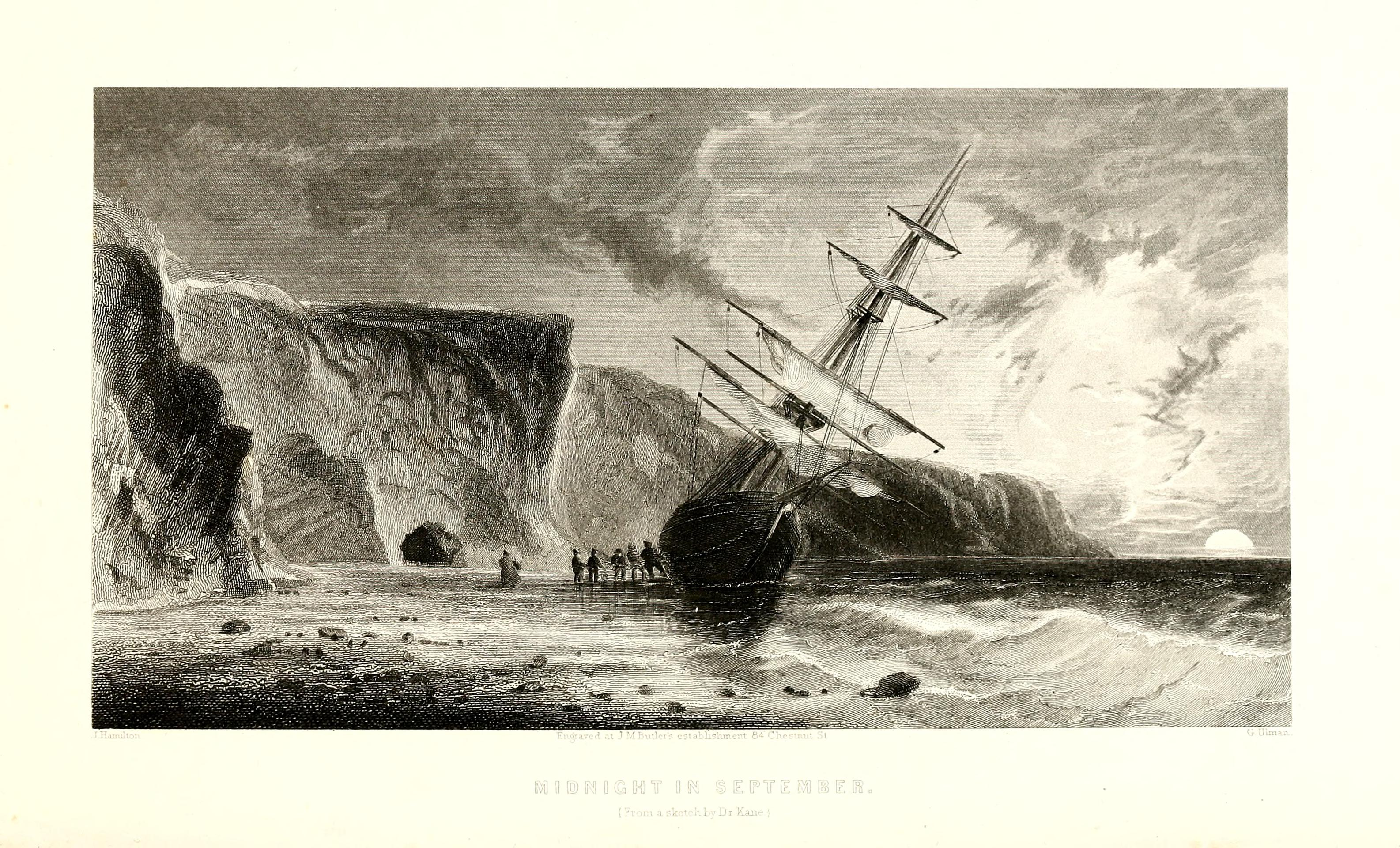
Зарисовка ледового отблеска, созданного лунным светом

Ледовый отблеск или ледовое небо — атмосферное оптическое явление, которое нередко наблюдается в полярных широтах и служит признаком наличия сплошных ледяных масс за линией горизонта.
Ледовый отблеск похож на жёлтое или белое сияние, хорошо видимое на фоне низкой облачности. Его появление вызвано отражением света от материкового ледяного щита или дрейфующих льдов, которые могут располагаться вне прямой видимости от наблюдателя. Благодаря сильной отражающей способности ледяной поверхности его расположение по высоте может достигать 15°. Особенно легко заметить ледовый отблеск когда весь небосвод затянут плотным облачным покровом. В морской навигации этот оптический эффект считают надёжным предвестником присутствия ледяных полей и крупных айсбергов.